# Jamie S. Rich
Jamie S. Rich est un éditeur de bande dessinée, romancier et scénariste de bande dessinée américain.
Comme éditeur, il a travaillé pour Dark Horse Comics dans les années 1990, puis été éditeur-en-chef chez Oni Press de 1998 à 2004 ; il travaille actuellement[Quand ?] chez DC Comics.
Comme scénariste, il est surtout connu pour ses collaborations avec la dessinatrice Joëlle Jones, en particulier Douze raisons de l'aimer (2006) et You Have Killed Me (2009) chez Oni Press et Lady Killers (2015-2016) chez Dark Horse.

## Carrière
Sa première publication fut son roman "Cut My Hair", publié en 2000 et réédité en 2002. Il commence sa première bande-dessiné en 2006, Douze raisons de l'aimer avec le graphisme de Joëlle Jones. Dans les années suivantes, Rich a publié des œuvres ultérieurs en prose et en art graphique, avec des formats graphiques d'une variété de genre allant par Oni Press, Dark Horse Comics, ainsi que Image Comics. Il a aussi écrit une bande dessinée à numéro unique pour Marvel et DC Comics.

## Publications en français
- Douze Raisons de l'aimer, avec Joëlle Jones, Treize étrange, 2007  (ISBN 978-2-7459-2691-3).
- Lady Killer, t. 1 : À couteaux tirés, avec Joëlle Jones, Glénat, coll. « Comics », 2016  (ISBN 978-2-344-01199-7).

## Récompense
- 2017 : Prix Eisner de la meilleure anthologie pour Love is Love (avec Sarah Gaydos)